# Pays d'Oloron et du Haut-Béarn
 (juillet 2025).
Motif : Sans sources, structure sans fiscalité propre de moins de 50000 habitants.
- Archive Wikiwix
- Bing
- Cairn
- DuckDuckGo
- E. Universalis
- Gallica
- Google
- G. Books
- G. News
- G. Scholar
- Persée
- Qwant
- (zh) Baidu
- (ru) Yandex
- (wd) trouver des œuvres sur Wikidata

| 1. | Préciser le motif de la pose du bandeau. | Précisez le motif de la pose du bandeau en utilisant la syntaxe suivante : {{admissibilité à vérifier\|date=juillet 2025\|motif=remplacez ce texte par le motif}}                                   |
| 2. | Informer les utilisateurs concernés.     | Pensez à avertir le créateur de l'article, par exemple, en insérant le code ci-dessous sur sa page de discussion : {{subst:avertissement admissibilité à vérifier\|Pays d'Oloron et du Haut-Béarn}} |

Le Pays d'Oloron et du Haut-Béarn était un syndicat mixte situé dans le département des Pyrénées-Atlantiques et la région Nouvelle-Aquitaine. Créé par un arrêté préfectoral du 21 décembre 1999, il était initialement dénommé « syndicat mixte du projet collectif de développement d’Oloron et des vallées ». Il est devenu syndicat mixte du Pays d’Oloron Haut Béarn le 21 février 2005 et un nouvel arrêté du 30 octobre 2007 a institué le syndicat mixte pour une durée illimitée en élargissant les compétences.
Il est dissout suite au comité syndical du 21 décembre 2016 ; son territoire appartient depuis 2017 à la communauté de communes du Haut Béarn de façon majoritaire et à la communauté de communes de la Vallée d'Ossau.

## Territoire

Intercommunalités des Pyrénées-Atlantiques depuis 2018.

Son président est Gérard Darsonville 
Il regroupe 67 communes pour une superficie de 1 625 km2. Elles se répartissent en cinq communautés de communes :
- la communauté de communes du Piémont Oloronais ;
- la communauté de communes de Josbaig ;
- la communauté de communes de la Vallée d'Aspe ;
- la communauté de communes de la vallée de Barétous et
- la communauté de communes de la Vallée d'Ossau.

Au précédent recensement[Quand ?], le territoire comptait 41 668 habitants.

## Patrimoine
Le territoire du Pays d’Oloron Haut-Béarn est labellisé Pays d’Art et d’Histoire sous l'appellation Pyrénées béarnaises depuis le 17 novembre 2011. L’appellation engage le territoire à valoriser son patrimoine auprès de la population locale, et notamment auprès du jeune public, mais aussi auprès de la population touristique.